# Волков, Николай Иванович (Герой Советского Союза)
Николай Иванович Во́лков (1924—1983) — пулемётчик, сержант Рабоче-крестьянской Красной Армии, участник Великой Отечественной войны, Герой Советского Союза (1945).

## Биография
Родился 25 мая 1924 года в селе Кананикольское (ныне — посёлок в Зилаирском районе Башкортостана) в семье крестьянина.
Окончил начальную школу, затем работал в колхозе. В августе 1942 года Зилаирским районным военным комиссариатом Башкирской АССР Волков был призван на службу в Рабоче-крестьянскую Красную Армию и направлен на фронт Великой Отечественной войны. К январю 1945 года гвардии сержант Николай Волков был первым номером расчёта станкового пулемёта 1-й стрелковой роты 175-го гвардейского стрелкового полка 58-й гвардейской стрелковой дивизии 5-й гвардейской армии 1-го Украинского фронта. Отличился во время форсирования Одера.
23 января 1945 года Волков одним из первых в своей роте переправился через Одер к северо-западу от Оппельна и принял активное участие в захвате, удержании и расширении плацдарма на западном берегу реки. В тех боях Волков лично подбил два танка и уничтожил большое количество вражеских солдат и офицеров.
Указом Президиума Верховного Совета СССР от 10 апреля 1945 года за «образцовое выполнение боевых заданий командования и проявленные мужество и героизм в боях с немецкими захватчиками» гвардии сержант Николай Волков был удостоен высокого звания Героя Советского Союза с вручением ордена Ленина и медали «Золотая Звезда» за номером 8882.
После окончания войны Волков был демобилизован. Вернулся на родину, работал счетоводом в колхозе, затем завхозом в больнице. С 1960 года проживал в Магнитогорске.
Умер 24 октября 1983 года, похоронен в Магнитогорске на Правобережном кладбище.
Был также награждён орденом Славы 3-й степени и рядом медалей.
В честь Волкова названа улица и школа в Магнитогорске.